# Angus Wilson
Sir Angus Frank Johnstone Wilson (Bexhill-on-Sea, 11 agosto 1913 – Bury St Edmunds, 31 maggio 1991) è stato uno scrittore britannico di origini sudafricane.
Nel 1937, diventò bibliotecario nel Dipartimento Librario del British Museum e lavorò al nuovo Catalogo generale.
Durante la Seconda guerra mondiale, lavorò alla sezione navale Hut 8 di Bletchley Park come addetto alla traduzione dei codici della Marina Militare italiana.
Il suo romanzo Una signora di mezza età (The Middle Age of Mrs Eliot) del 1958 vinse il James Tait Black Memorial Prize.
Nel 1968, fu nominato Commendatore dell'Ordine dell'Impero Britannico.
Nel 1980, venne nominato baronetto per i suoi meriti in campo letterario.

## Opere
- Hemlock and after, 1952 (La cicuta e dopo, trad. di Eugenio Montale, Garzanti, Milano 1956; 1992, con prefazione di Guido Fink)
- For Whom the Cloche Tolls: a Scrapbook of the Twenties, 1953 (Per chi suona la cloche. Un album degli anni venti, trad. di Adriana Motti, disegni di Philippe Jullian,  Adelphi, Milano 1974)
- Anglo-Saxon Attitudes, 1956 (Prima che sia tardi, trad. dall'inglese di Carlo Rossi Fantonetti, Garzanti, Milano 1957, 1995)
- A bit off the map, 1957 (La parte sbagliata, Garzanti, Milano 1962)
- The middle age of mrs Eliot, 1958 (Una signora di mezza età, trad. di Ugo Tolomei, Garzanti, Milano 1961, 1993)
- The Old Man at the Zoo, 1961 (Vecchi allo zoo, Garzanti, Milano 1966, 1994)
- No Laughing Matter, 1967 (Per gioco ma sul serio, Feltrinelli, Milano 1969)